# Władimir Szewczenko (ur. 1939)
Władimir Nikołajewicz Szewczenko (ur. 9 lutego 1939 w Moskwie) – radziecki i rosyjski polityk
Absolwent Politechniki Gruzińskiej. Od 1985 kierował sektorem w KC KPZR. Od 1989 do 1991 szef służby protokolarnej prezydenta ZSRR Gorbaczowa, a od 1992 szef tej służby prezydenta Jelcyna. W listopadzie 1993 otrzymał tytuł ambasadora nadzwyczajnego i pełnomocnego Federacji Rosyjskiej.